# Polybia singularis
Polybia singularis är en getingart som beskrevs av Adolpho Ducke 1909. Polybia singularis ingår i släktet Polybia och familjen getingar. Inga underarter finns listade i Catalogue of Life.